# Mali Erjavec
Mali Erjavec is een plaats in de gemeente Ozalj in de Kroatische provincie Karlovac. De plaats telt 203 inwoners (2001).